# Manno Charlemagne

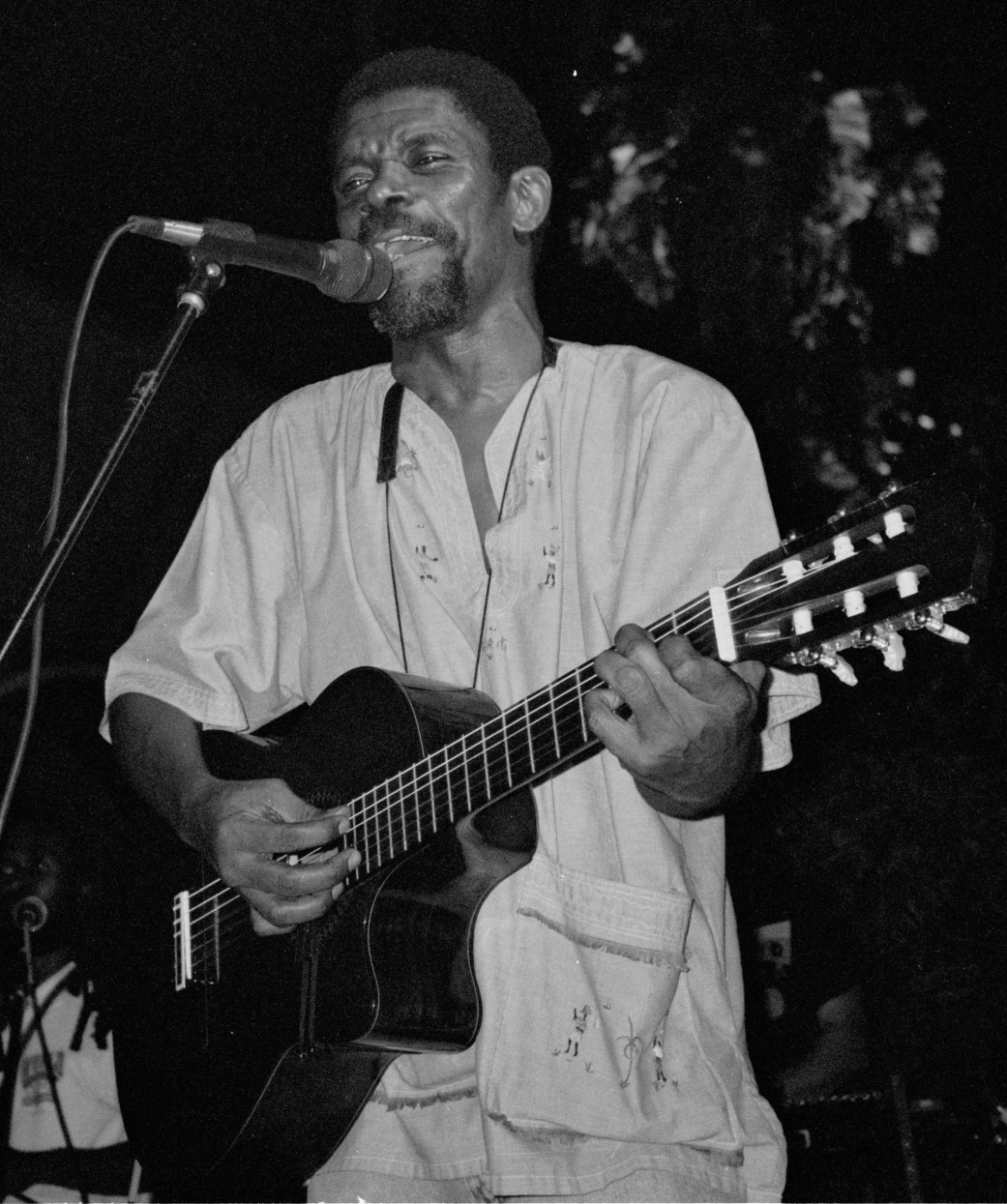
Manno Charlemagne (1994)

Manno Charlemagne (bürgerlich: Joseph Emmanuel Charlemagne, haitianisch-kreolisch: Chalmay; * 14. April 1948 in Carrefour/Port-au-Prince; † 10. Dezember 2017 in Miami) war ein Gitarrist, Sänger und Songwriter, der von 1995 bis 1999 gewählter Bürgermeister von Port-au-Prince war.

## Leben
Charlemagne wurde am 14. April 1948 in Carrefour, einem südlichen Vorort von Port-au-Prince, geboren. Seinen leiblichen Vater lernte er erst im Alter von 37 Jahren kennen, da seine Mutter in Miami, Vereinigte Staaten, arbeitete. Er wurde von seiner Tante aufgezogen.
Sein musikalisches Talent wurde bereits in der Kindheit von traditionellen Gesängen und von haitianischen Künstlern, aber auch von nordamerikanischen Musikern wie Louis Armstrong und Billie Holiday, die er im Radio hörte, und durch den Rara, den er auf der Straße hörte, beeinflusst.
Wie viele andere Haitianer wurde er von den Tonton Macoute, der Miliz des Diktators François Duvalier, verfolgt. Im Jahr 1963, im Alter von 15 Jahren, wurde er inhaftiert und gefoltert. Er hielt Kontakt mit Schriftstellern wie Lyonel Trouillot und wurde durch die Lektüre von Werken Maxim Gorkis und Antonio Gramscis politisiert.
1968 gründete er Les Remarquables, eine kleine, vom Rock beeinflusste Jazzgruppe, wandte sich dann aber mehr der traditionellen Musik zu und gründete mit dem Sänger Marco Jeanty die Gruppe Les Trouvères. In den 1970er Jahren war Charlemagne Teil der Bewegung Kilti Libète (Culture Liberté, Kultur der Freiheit), die zu einem volkstümlichen Musikstil zurückkehrte; sie belebte die Twoubadou-Tradition (Troubadour) der ländlichen Musik Haitis wieder.
Im Jahr 1978 nahm er zusammen mit Marco Jeanty in Port-au-Prince sein erstes Album Manno et Marco auf, das aus engagierten Liedern bestand und mit großem Erfolg von Radio Haïti-Inter ausgestrahlt wurde.
Charlemagne, der sich offen gegen die Diktatur von Jean-Claude Duvalier aussprach, ging am 4. Juli 1980 ins Exil. Er lebte in New York, Montreal, Afrika und Paris und nahm die Alben Konviksyon („Überzeugung“; 1984) und Fini les colonies! („Schluss mit den Kolonien!“; 1985) auf, deren Lieder zu Protesthymnen in Haiti wurden.
Als er am 7. März 1986, einen Monat nach dem Sturz Duvaliers, nach Haiti zurückkehrte, gründete er die Koral Konbit Kalfou, eine Gruppe, die sich der Musikrichtung des Rasin widmete und mit der er durch das Land reiste. Er war zu einer wichtigen Figur des politischen Protests auf der Insel geworden. Im Dezember 1987 wurde er bei einem Attentat, das den weiterhin marodierenden Anhängern Duvaliers zugeschrieben wurde, schwer verletzt.
Charlemagne unterstützte Jean-Bertrand Aristide im Präsidentschaftswahlkampf des Jahres 1990 und wurde nach dessen Sieg zu einem seiner Berater. Im Oktober 1991 wurde er nach einem Putsch gegen Präsident Aristide zweimal festgenommen und dann auf Druck von Menschenrechtsorganisationen und einer Pressekampagne in den Vereinigten Staaten, die seine Freilassung forderte, wieder freigelassen. Aus Angst vor einer erneuten Verhaftung flüchtete er in die argentinische Botschaft in Port-au-Prince. Der Regisseur Jonathan Demme, der Charlemagne 1988 während der Dreharbeiten zu seinem Dokumentarfilm Haiti: Dreams of Democracy kennengelernt hatte, organisierte die internationale Kampagne Americans for Manno, um zu fordern, dass der Sänger und seine Familie Haiti in Sicherheit verlassen können. Schließlich war es der argentinische Botschafter selbst, der den Sänger am 29. Dezember 1991 zum Flughafen von Port-au-Prince begleitete: Charlemagne flog nach Miami. Es war der Beginn eines erneuten dreijährigen Exils, in dem der Künstler seine engagierte Musik auf zahlreichen Konzerten verbreitete.
Charlemagne kehrte 1994 nach Haiti zurück. Im Juni 1995 wurde er zum Bürgermeister von Port-au-Prince gewählt und blieb es bis 1999. Danach zog er nach Miami.
Am 14. Januar 2010, zwei Tage nach dem Erdbeben in Haiti, nahm der Sänger in einem Restaurant in South Beach an einem Konzert zur Unterstützung der Opfer teil. Charlemagne trat seit 2010 regelmäßig in den Vereinigten Staaten auf und kam nur noch zu Gastspielen nach Haiti.
Ende Juli 2017 wurde Charlemagne ein Gehirntumor entfernt. Er starb am 10. Dezember 2017 an den Folgen von Lungenkrebs.
Er erhielt am 22. Dezember 2017 in Port-au-Prince ein Staatsbegräbnis und wurde in Verrettes beigesetzt.
Seit März 2018 ist in Miami eine Straße im Stadtteil South Beach nach ihm benannt.

## Diskographie (Studioalben)
- Manno et Marco, Marc Records, 1978
- Fini Les Colonies, UR, 1984
- Konviksyon, 1984
- Nou Nan male Ak oganizasyon mondyal, KAKO, 1988
- La Fimen, KAKO, 1994
- Les Inedits De Manno Charlemagne – The Unpublished Songs Of Manno Charlemagne, 2006